# Matthias Steevens van Geuns

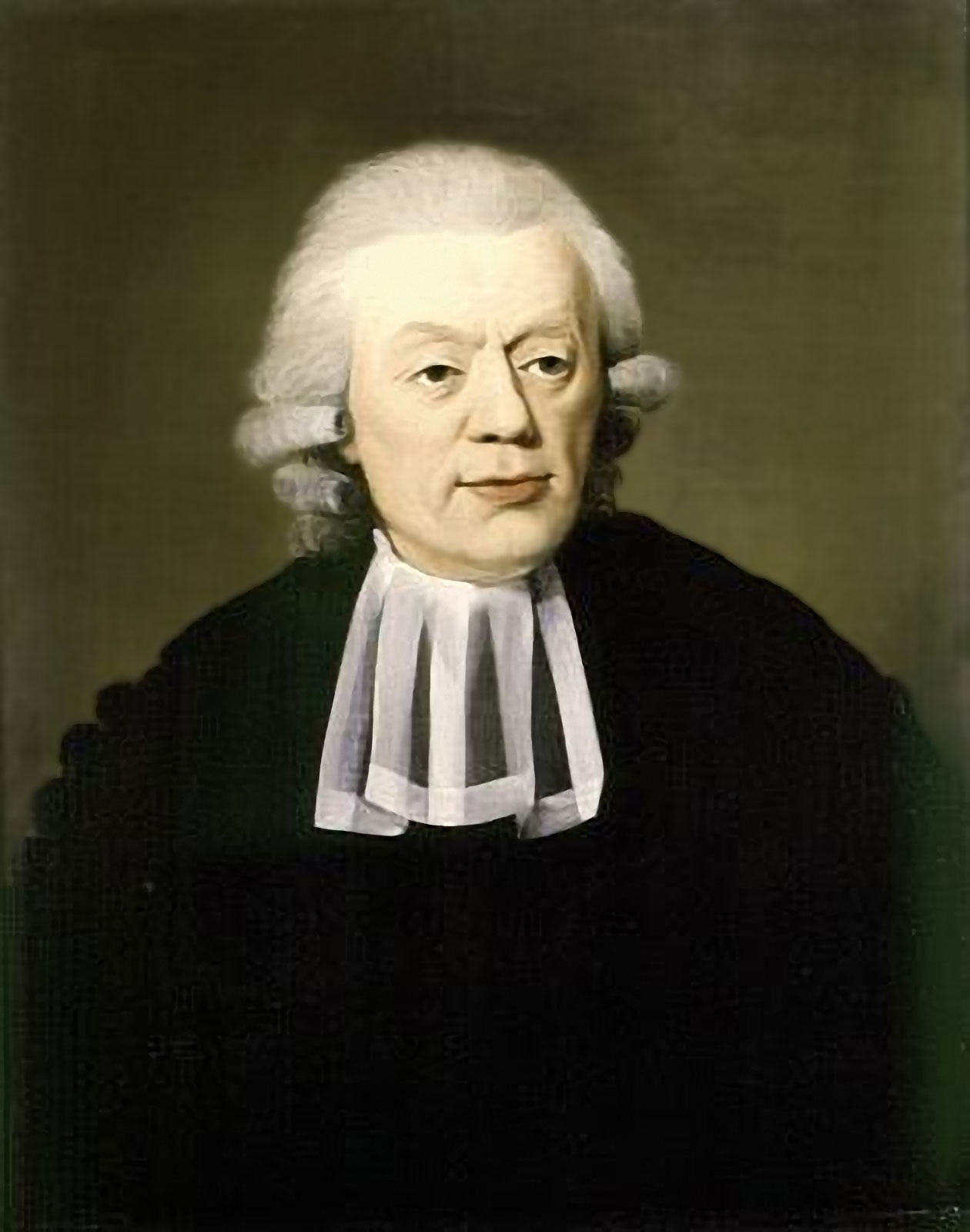
Matthias Stevens van Geuns

Matthias Steevens van Geuns (auch: Matthijs van Geuns; * 2. September 1735 in Groningen; † 8. Dezember 1817 in Utrecht) war ein niederländischer Mediziner und Botaniker.

## Leben
Der Sohn des Tuchhändlers Jan Steven van Geuns (1694–1757) und dessen Frau Diewertje Roos (1696–1737) stammte aus der bürgerlichen Schicht und gehörte der mennonitischen Konfession an. Er erhielt eine solide Grundbildung an der Lateinschule seines Heimatortes, wo in ihm bereits früh ein Interesse an den wissenschaftlichen Debatten seiner Zeit erwachte. Durch großen Fleiß, Lust und Liebe, erweiterte er ständig sein Wissen. So gewann er bereits in seiner Schulzeit hoch dotierte Preise. Sein Vater hatte ursprünglich den Wunsch, dass Matthias dasselbe Handwerk wie er erlernen sollte. Jedoch rang er sich auf Rat von Freunden dazu durch, seinem Sohn ein Studium zu ermöglichen. Nachdem van Geuns sich mit der Rede de Praetoribus Romanis von seiner schulischen Ausbildung verabschiedet hatte, bezog er 1751 die Universität Groningen.
Er besuchte die Vorlesungen des Professors Jakob Hendrik Croeser (1691–1753) und erkannte bald, dass es für ein Studium der Medizin für ihn noch zu früh war und er zuerst ein gründliches Studium der allgemeinen Wissenschaften absolvieren musste. So wechselte er an die philosophische Fakultät, wo er von Johann Daniel van Lennep (1724–1771) in griechischer und Lateinischer Sprache, von Leonard Offerhaus (1699–1779) in Geschichte und Geographie, von Friedrich Adam Widder (1724–1784) in Rhetorik, von Dionysius van de Wijnpersse (1724–1808) in Physik, und von Paulus Chevallier (1722–1796) in der natürlichen Theologie unterrichtet wurde. Zudem hatte er sich auch mit der englischen, französischen und hochdeutschen Sprache vertraut gemacht. Auch unter den Studenten hatte er einige Freunde gefunden, wobei hier nur Allard Hulshoff (1734–1795), Petrus Abresch (1736–1812), Ahasverus van den Berg (1733–1807) und Daniel Hovens (1735–1795) genannt sein sollen.
Ab 1754 begann ein intensives Studium der medizinischen Wissenschaften. Die Arzneimittellehre hörte er bei Tiberius Lambergen (1717–1763) und die anderen Fächer der medizinischen Wissenschaften bei Leidsman und Raadgever. Unter Gualtherus van Doeveren (1730–1783) verteidigte er am 14. Juni 1758 mit Disquisitio physiologica, de eo, quod vitam constituit in corpore animali (Groningen 1758) seine erste Veröffentlichung und setzte seit dem 15. September 1758 ein Jahr lang an der Universität Leiden sein Studium fort. In Leiden wurden Frederik Bernard Albinus (1715–1778) in Anatomie und Chirurgie, Hieronymus David Gaub (1705–1780) in Chemie und Pathologie, Frederik Winter (1712–1760) in praktischer Medizin und David van Royen (1727–1799) in Botanik seine Lehrer.
Zudem besuchte er dort die naturwissenschaftlichen Vorlesungen und bei Johannes le Francq van Berkhey (1729–1812) hörte er Vorlesungen in Naturgeschichte. Während dieser Zeit hatte er sich mit Paulus de Wind (1714–1771), Martinus Houttuin (1720–1798), Simon Stinstra und dem Dichter Jan de Kruijff (1706–1775) angefreundet, mit denen er später auch brieflich verkehren sollte. Nachdem er seine Kandidatenprüfung der Medizin 1759 absolviert hatte, reiste er über Antwerpen und Brüssel an die Universität Paris, um seine Studien fortzusetzen. Johannes le Francq van Berkhey hatte ihm die reiche Naturaliensammlung von Jacques-Christophe Valmont de Bomare (1731–1807) empfohlen und ihm geraten, dessen Vorlesungen über Naturgeschichte zu besuchen. Auch die Vorlesungen in Experimentalphysik von Jean-Antoine Nollet und die Kurse in Chemie bei Guillaume Francois Rouelle (1703–1770) und Pierre-Joseph Macquer besuchte er.
Besonderen Wert legte er jedoch auf das Studium bei den Professoren und Praktikern der Medizin und Geburtshilfe. In deren Kursen vermehrte er sein Erfahrungswissen. So hatte er sich mit dem Hôtel-Dieu de Paris bekannt gemacht, den damaligen Chirurgen Antoine Louis am Hôpital de la Charité kennengelernt, sich bei André Levret (1703–1780) in der Praxis der Geburtshilfe geübt und sich am meisten im Hôtel des Invalides bei Raphaël Bienvenu Sabatier (1732–1811) und Jean François Clément Morand (1726–1784) mit der medizinischen Praxis in Frankreich vertraut gemacht. 1760 kehrte in die Niederlande zurück und begab sich nach Amsterdam um bei Petrus Camper (1722–1789) seine Ausbildung zu vervollständigen. Nach Groningen zurückgekehrt, wurde er am 14. Juni 1761 mit der Dissertation pathologica, de morte corporea et causis moriendi zum Doktor der Medizin promoviert.
Anschließend arbeitete er als Arzt in seinem Geburtsort, wo seine Praxis einen großen Zulauf zu verzeichnen hatte. Hier heiratete er auch. Vor allem erwarb er sich ab 1765 bei der Pockenschutzvorsorge viele Verdienste. Zudem konnte er 1769 einen von der niederländischen Akademie der Wissenschaften ausgeschriebenen Wettbewerb gewinnen. Als van Doeveren wieder nach Leiden ging, suchte man 1771 in Groningen einen Nachfolger für dessen Posten. Die Kuratoren der Universität fanden, dass van Geuns der geeignetste für dieses Amt war. Jedoch sollte er einen Amtseid unterzeichnen, der seiner mennonitischen Glaubensüberzeugung widersprach. So zerschlug sich jenes Unterfangen. Stattdessen wurde er Physikus und Lehrer des dortigen Hebammeninstituts. 1776 wurde er zum Archiater der Provinz Gelderland ernannt.
Daher zog er mit seiner Frau und sieben Kindern nach Harderwijk, wo er am 5. Juni 1776 als Professor der medizinischen Praxis, der Chemie, der Botanik und der Geburtshilfe, wozu damals noch die Pathologie und die Therapie gehörten, mit der Antrittsrede Oratio, qua an expediat reipublicae Medicinam facientium opera expenditur (Harderwijk 1776), sein Amt an der Universität Harderwijk antrat. Als Professor war er ein viel beschäftigter Mann. Jedoch fand er während dieser Zeit viel Energie um einige wissenschaftliche Arbeiten zu veröffentlichen. So hatte sich in Harderwijk und Gelderland 1779 und 1783 die Ruhr ausgebreitet. Als analytischer Beobachter erkannte er dabei, dass die hygienischen Bedingungen die Voraussetzung für solche Seuchen boten. Darüber verfasste er eine Schrift De heerschende persloop, die in de laatste jaaren, vooral in 1783, de Provincie van Gelderland fel getroffen heeft ... (Harderwijk 1784), die 1790 auch in deutscher Sprache von Johann Bernhard Keup (1755–1802) unter dem Titel Abhandlung über die epidemische Ruhr (Düsseldorf 1790) erschien.
Zudem hatte er sich in Harderwijk auch Verdienste als Botaniker erworben. Nachdem er dafür gesorgt hatte, dass die Witwe von David de Gorter dessen Herbarium der Universität überließ, machte er sich an den Wiederaufbau des Botanischen Gartens in Harderwijk. So vermehrte er den Bestand an Pflanzen, errichtete ein Treibhaus und eine Orangerie. Infolge der Einquartierung von Truppen 1787 wurde jedoch ein Teil seiner Arbeit zerstört, so dass die Überwachung des Objekts anbefohlen wurde. Zudem hatte er sich 1777/78 und 1786/87 als Rektor, an den organisatorischen Aufgaben der Hochschule beteiligt. 1784 übernahm er die erste Professur für Pathologie und Therapie und übernahm die Ausbildung der Hebammen, wofür er eine erhebliche Gehaltsaufbesserung erhielt.
Nachdem er fünfzehn Jahre in Harderwijk gewirkt hatte, ging er 1791 als Nachfolger von Johannes Oosterdijk Schacht (1704–1792) als Professor der praktischen und der theoretischen Medizin an die Universität Utrecht, welche Stelle er am 5. Juni des genannten Jahres mit der Rede de providentia politica, uno maximo adversae civium valetudinis praesidio (Utrecht 1792) antrat. Er wurde 1795/96 zum Rektor gewählt und übernahm zudem 1795 Professur für Botanik und war damit auch Direktor des botanischen Gartens. Unter Louis Bonaparte fungierte er als medizinischer Berater und nach der Restaurierung der Niederlande wurde er Mitglied des 1808 gegründeten Königlichen Instituts (Koninklijk Instituut van Wetenschappen, Letterkunde en Schoone Kunsten). 1815 erfolgte nach einem schaffensreichen Leben van Geuns Emeritierung. Seine Tochter Deborah versorgte ihn in der letzten Phase seines Lebens. Er war Mitglied mehrerer Gelehrtengesellschaften jener Zeit, Ritter des Ordens des niederländischen Löwen und starb an den Folgen eines Schlaganfalls.

## Wirken
Obwohl der deutsche Arzt Johann Peter Frank oft als Vater der öffentlichen Hygiene bezeichnet wird, hätte van Geuns, aus niederländischer Sicht, mehr Recht auf diesen Titel. Denn vielfältig waren seine Aktivitäten, um das Niveau des Gesundheitswesens der damaligen Zeit zu heben. Er band vor allem den Staat in die Kontrolle desselben ein, wobei staatliche Präventionsmaßnahmen bei der Trinkwasserversorgung, der Abwasserentsorgung, der Luftreinheit und Nahrungsmittelqualität, nicht seine einzigen Anliegen waren. So forderte er unter anderen in vier Reden an Ärzte und Regierungsmitglieder, dass die Bäcker keine schädlichen Substanzen ins Mehl mischen sollten und die Milch nicht mehr von kranken Kühen kommen durfte.
Zu jener Zeit beteiligten sich noch mancherlei Quacksalber und Scharlatane an der medizinischen Versorgung. Diese waren ihm ein Dorn im Auge. Daher versuchte er bei der Regierung eine Regelung zu erreichen, dass nur zugelassene Ärzte die Gesundheitsversorgung übernehmen durften. Er regte auch eine Art Krankenversicherung an, bei der man als Gesunder einen nicht schwerfallenden Betrag einzahlte, der dann im Krankheitsfall zur Verfügung stand. In diesem Zusammenhang ist es nicht verwunderlich, dass er regelmäßig Plädoyers für die öffentliche Gesundheit hielt. Er beharrte auf einer guten Ausbildung für Geburtshelfer, Chirurgen und Apotheker und betonte dabei auch stets die Verantwortung des Staates, diese sicherzustellen. Als Anreiz zur guten Ausbildung der Hebammen führte er für diese ein Angestelltenverhältnis ein.
Van Geuns war ein Verfechter der Variolation und hat in seinem Leben Hunderte von Patienten gegen Krankheiten geimpft. Vor allem der Methode der Kuhpockenimpfung von Edward Jenner attestierte er große Erfolge und äußerte sich dahingehend, dass diese Methode eines Tages die Pocken ausrotten werden. Seine Ideen hat er auch an seine Studenten weitergegeben. So spiegeln die Thesen der 36 Doktoranden in Harderwijk seine vielfältigen Interessen und sein breites Wissen wider. Ständig informierte sich van Geuns über neue Publikationen und besaß eine umfangreiche Bibliothek, die er ständig ergänzte.
Bei aller Strenge blieb er anderen gegenüber ehrlich und wusste mit Menschen aller Gesellschaftsschichten umzugehen. Eine voreilige Anwendung von Arzneien vermied er und achtete mehr die heilbringende Kraft der menschlichen Natur. Infusionen von Weidenrinde (Salicylsäure), häufige Ruhe und eine gute Ernährung waren für ihn günstiger als drastische Medikamente. Dampfbäder mit Balsamico empfahl er bei Husten und Erkältung. So steht er ganz in der Tradition des niederländischen Mediziners Hermann Boerhaave, dessen Markenzeichen es war, die Medizin zu ihrer ursprünglichen Einfachheit und zur Beobachtung zurückzuführen. Ohne weiteres muss man jedoch seine Bemühungen zur Entwicklung des niederländischen Gesundheitswesens hervorheben. So gilt er nicht nur in den Niederlanden als Begründer des modernen Medizinwesens, sondern gab mit seinen Ideen viele Anregungen für andere europäische Länder. Damit gilt er durchaus als einer der Urväter des Medizinwesens Europas. Neben zahlreichen Fachabhandlungen in den niederländischen Fachjournalen seiner Zeit erschienen auch eigenständige Werke.

## Familie
Aus seiner am 6. November 1763 in Groningen geschlossenen Ehe mit Sara (1739–1809), der Tochter des Jan van Delden und der Sophia Booser, stammen vier Söhne und drei Töchter:
- Jan van Geuns (* 14. September 1764 in Groningen; † 25. Januar 1834 in Nijmegen) war ein Theologe.
- Debora Jozina (Josina) (* 27. Oktober 1765, † 29. September 1854 in Utrecht) blieb unverheiratet.
- Steven Jan van Geuns (Stephan Johannes) (* 18. Oktober 1767 Groningen; † 16. Mai 1795 in Utrecht) wurde wie sein Vater Mediziner und 1791 Professor in Utrecht; er unternahm 1789 eine Rheinreise mit Alexander von Humboldt und starb an Typhus.[2]
- Jacob (Jakob) van Geuns (* 10. Januar 1769 in Groningen-1832) war anfänglich ein Sorgenkind, war ausgebildet für den Handel, wollte auch Mediziner werden und wurde Direktor eines Bankhauses in Amsterdam.
- Sophia (* 14. Dezember 1771–1807)
- Izak (Isaac) Matthias van Geuns (* 11. September 1772–1804) studierte Jura und erhielt eine Funktion bei der Regierung.
- Jozina (Josina) Gepke van Geuns (* 26. Mai 1776 in Groningen, † 11. Mai 1852 in Utrecht) verheiratet 16. August 1809 in Utrecht mit dem Mediziner IJsbrand de Kock (* 21. Oktober 1781 in Utrecht, † 31. Oktober 1868 in Utrecht)

## Werke
- Redevoering van W. van Doeveren, over de gunstige gesteldheid van Groningen voor de gezondheid, af te leiden uit de Natuurlijke Historie der stad, met eene verhandelende voorrede van M. van Geuns. Groningen 1771.
- Verhandeling over het Weeder, met betrekking tot den Landbouw, uit het Italiaansch van J. Toaldo, in het Nederduitsch over gezet en met eene Voorrede van M. van Geuns voorzien. Amsterdam 1778.
- De heerschende Persloop, die in de laatste jaren, vooral in 1783, de Provincie Gelderland fel getroffen heeft, nagespoord, inzonderheid op het quartier van den Veulwe, en ten gemeenen nutte verhandeld. Harderwijk 1786. In deutsch Düsseldorf 1790 (Online)
- Oratio de humanitate, virtute medici praestantissima. Harderwijk 1790.
- Orationes duae de civium valetudine Respublicae rectoribus inprimis commendanda. Harderwijk 1791.
- De staatkundige handhaving van der ingezetenen gezondheid en leven, aangeprezen door M. van Geuns. Uit het Latijn vertaald door H.A. Bake, met ophelderende bijvoegselen van den schrijver. Amsterdam 1801.
- Opgave van eenige inlandsche voortbrengselen des velds, welke zouden kunnen dienen ter vervullinge van behoefte aan voedsel, vooral voor minvermogenden. Utrecht 1796.
- Plantarum Indigenarum, in usum, sive medicum, sive oeconomicum, selectarum Index systematicus; cui accedit pro indoctioribus institutio aliqua botanica. Utrecht 1816.